# Dan Pugach
Dan Pugach (* 10. August 1983 in Raʿanana) ist ein israelischer Musiker (Schlagzeug, Komposition, Arrangement) des Modern Jazz.

## Leben und Wirken
Pugach begann mit zwölf Jahren mit dem Schlagzeugspiel; er spielte zunächst in Rockbands. Er leistete seinen Militärdienst als Schlagzeuger der israelischen Air Force Band ab; gleichzeitig erwachte sein Interesse für Jazz und er besuchte die Rimon School of Jazz. 2006 zog er nach Boston, wo er den Bachelor am Berklee College of Music erwarb, an dem er bei Terri Lyne Carrington, Hal Crook und Joe Lovano studierte. Den Master in Musik erwarb er am City College of New York, wo er bei Mike Holober und Scott Reeves studierte. Nach ersten Aufnahmen mit Andrei Matorin (Opus, 2009) und Terri Lyne Carrington (More to Say… – Real Life Story: Nextgen, 2009) leitet er das Dan Pugach Nonet, ein Ensemble, mit dem er seine Eigenkompositionen und seine Arrangements spielt. Mit dem Ensemble ist regelmäßig auf Tournee und trat u. a. im Birds Eye Basel, der Zone in Tel Aviv, in New York im Blue Note, der 55 Bar und im Smalls auf.
2011 erhielt Pugach für sein Nonet-Stück „Discourse This!“ den Young Jazz Composer Award der ASCAP Foundation. Im selben Jahr wurde er für das Betty Carter Jazz Ahead Residency-Programm im Kennedy Center ausgewählt, wo er mit Curtis Fuller, Nathan Davis und George Cables zusammenarbeitete. 2013 erhielt er einen weiteren ASCAP Jazz Composer Award für sein Nonet-Stück „Brooklyn Blues“. Sein Debütalbum „Plus One“ kam 2018 in die Top 20 der Jazz-Radiocharts; es beinhaltet das Arrangement des Songs „Jolene“ von Dolly Parton, das er zusammen mit der Sängerin Nicole Zuraitis erarbeitete und das für den Grammy für das beste Arrangement für Instrumente mit Gesang nominiert wurde. 2019 gewann er im Rahmen des BMI Jazz Composers Workshop den Charlie Parker Composition Prize der Manny Albam Commission. 2017 spielte er weiterhin im Orchester von Juan Andres Ospina, zu hören auf dem Album Tramontana. Zu hören war er auch auf Sam Blakeslees Album Selective Coverage (2017). 2024 nahm er mit einem Großensemble unter dem Namen Dan Pugach Big Band das Album Bianca Reimagined: Music for Paws and Persistence auf. Damit gewann er im Jahr darauf den Grammy in der Kategorie Large Jazz Ensemble.
Nach Ansicht von New York Music Daily kultiviert Pugach mit seinem Nonett einen Retro-Stil, der auf die 1960er-Jahre und das Thad Jones/Mel Lewis Orchestra zurückgeht.

## Diskographische Hinweise
- Plus One (Unit Records, 2017), mit Ingrid Jensen, David Smith, Mike Fahie, Jen Hinkle, Andrew Gould, Jeremy Powell, Andrew Gutauskas, Carmen Staaf, Jorn Swart, Tamir Shmerling, Nicole Zuraitis, Bernardo Agular
- Dan Pugach Big Band: Bianca (Outside in Music, 2024)